# Sicydium salvini
Sicydium salvini és una espècie de peix de la família dels gòbids i de l'ordre dels perciformes.

## Morfologia
- Els mascles poden assolir 14 cm de longitud total.[4][5]

## Hàbitat
És un peix de clima tropical (21 °C-31 °C) i demersal.

## Distribució geogràfica
Es troba a Centreamèrica: vessant pacífic des del riu Tamarindo (Nicaragua) fins al riu Cardenas (Panamà).

## Observacions
És inofensiu per als humans.